# جواو ليوناردو
جواو ليوناردو (بالبرتغالية: João Leonardo de Paula Reginato‏) هو لاعب كرة قدم برازيلي في مركز الدفاع، ولد في 25 يونيو 1985 في كامبيناس في البرازيل. شارك مع منتخب البرازيل تحت 20 سنة لكرة القدم. أما مع النوادي، فقد لعب مع أتلتيكو باراناينسي ونادي إيتوانو ونادي بارانا ونادي تومبينس ونادي جوفنتودي ونادي ساو بيرناردو ونادي غواراني ونادي فورتاليزا.

## وصلات خارجية
- جواو ليوناردو على موقع قاعدة بيانات كرة القدم.إي يو (الإنجليزية)
- جواو ليوناردو على موقع Soccerway.com (الإنجليزية)